# Hoét hung
Turdus rubrocanus là một loài chim trong họ Turdidae.